# CoMix Wave Films
CoMix Wave Films (japonsky コミックス・ウェーブ・フィルム, Kabušiki gaiša Komikkusu Uébu Firumu) je japonské animační studio a distribuční společnost, jež sídlí v Čijodě v Tokiu. Studio je známé pro své animované celovečerní a krátkometrážní filmy a reklamní šoty, za kterými z větší části stojí režisér Makoto Šinkai. Studio vzniklo v březnu 2007, kdy se oddělilo od společnosti CoMix Wave, založené v roce 1998.

## Tvorba

### Celovečerní filmy
- Kumo no mukó, jakusoku no bašo (2004, jako CoMix Wave)
- 5 centimetrů za sekundu (2007)
- The Asylum Session (2009)
- Hoši o ou kodomo (2011)
- Zahrada slov (2013)
- Kimi no na wa. (2016)
- Šikioriori (2018, v koprodukci se studiem Haoliners Animation League)[3]
- Tenki no ko (2019)
- Suzume no todžimari (2022)[4]

### Krátkometrážní filmy
- Kanodžo to kanodžo no neko (1999, jako CoMix Wave)
- Hoši no koe (2002, jako CoMix Wave)
- Kakurenbo (2005, jako CoMix Wave)
- Negadon: Stvůra z Marsu (2005, jako CoMix Wave)
- Hanare toride no Jonna (2005, jako CoMix Wave)
- Hošizora kiseki (2006, jako CoMix Wave)
- Planzet (2010)
- Dareka no manazaši (2013)

### Ostatní
- Makasete iruka! (2004) – ONA
- Hošizora kiseki (2006) – ONA
- Inferno Cop (2012–2013) ― ONA (v koprodukci se studiem Trigger)
- Peeping Life: We Are The Hero (2014) ― seriál
- Deemo: The Last Recital (2015) ― videohra (cutscény)
- Kono danši, mahó ga ošigoto desu. (2016) – seriál
- Ošiete hokusai!: The Animation (2021) – ONA[5]